# Karwowo (powiat Policki)
Karwowo (Duits: Karow) is een dorp in de Poolse woiwodschap West-Pommeren. De plaats maakt deel uit van de gemeente Kołbaskowo (Powiat Policki).